# Klemens Mochnacki
Klemens Mochnacki (ur. 1811, zm. ok. 1883) – rewolucyjny demokrata, spiskowiec; daleki krewny Maurycego Mochnackiego
Klemens Mochnacki był synem księdza greckokatolickiego. Ukończył we Lwowie wydział teologiczny. Aresztowany wskutek działalności spiskowej w 1841 r. w domu Aleksandra Fredry (gdzie był guwernerem), przesiedział w więzieniu do 1845 r.  Zostawił po sobie pamiętnik – krytyczny obraz stosunków panujących w Galicji w poł. XIX wieku.